# Parti démocrate-chrétien (république démocratique du Congo)
Pour les articles homonymes, voir Parti démocrate-chrétien et Parti démocrate et social chrétien.
Le Parti démocrate chrétien (PDC) est parti politique en république démocratique du Congo. Il a été créé en 2006 après que son président national José Endundo Bononge ait quitté l'Union nationale des démocrates chrétiens (UNADEC).
Le PDC a obtenu une quinzaine de sièges (affiliés inclus) au sein de l’Assemblée nationale et 7 sièges au sein du Sénat.[Quand ?]

## Quelques personnalités du parti
| Pembe Iziza Coco Roger - José Endundo Bononge - Denis Engunda Litumba - Blaise Mastaky Birindwa - Désiré Kashemwa - Thomas Betyna Ngilase - Bernard Labama Lokwa | - Marie-Thérèse Basiala - Isabelle Kidicho Bangala - Thierry Viengele - Pascal Ndudi Ndudi - Sébastien Lessedjina Ikwame - Arthur Sedea Ngamo Zabusu | - Toussaint Mpetshi Ilonga - Thomas Munayi Muntu Monji - Jeannot Bononge (a rejoint le MLC) - Didace Pembe Bokiaga (a quitté le PDC pour fonder son parti politique le PECO) |